# José María Vidal
José María Vidal Bravo (Madrid, 6 mei 1935 – Valencia, 1 augustus 1986) was een Spaans profvoetballer. Hij behaalde zijn grootste successen met Real Madrid begin jaren 60. In de herfst van zijn carrière stond Vidal nog een jaar onder contract bij Sparta uit Rotterdam. Hij overleed in 1986 op 51-jarige leeftijd na een hartaanval.

## Clubcarrière
José María Vidal brak begin jaren 60 door als middenvelder bij Real Madrid, nadat hij in de voorliggende seizoenen aan verschillende clubs uit de Segunda División was uitgeleend. Real Madrid beschikte destijds over een van de beste ploegen uit de clubgeschiedenis, met spelers als Alfredo Di Stéfano, Ferenc Puskás en Paco Gento. Samen met aanvoerder José María Zárraga vormde Vidal een sterk middenveld tijdens de Europacup I-finale tegen Eintracht Frankfurt in 1960. Door doelpunten van Di Stéfano en Puskás wonnen de Madrilenen met 7-3 hun vijfde Europacup I op rij. Vidal speelde enkele maanden later ook in de eerste Wereldbeker voor clubs tegen Peñarol, die met 5-1 gewonnen werd. Naast deze internationale prijzen pakte Vidal met Real Madrid ook twee Spaanse landstitels en een nationale beker.
Na zijn laatste landskampioenschap vertrok Vidal bij Real Madrid en speelde hij nog voor verschillende clubs in Spanje totdat hij in 1966 opdook bij Sparta. Via een oude studievriend uit Bolnes, die samen met hem in Spanje had gestudeerd, werd hij met de Rotterdamse club in contact gebracht. Vidal ondertekende een contract voor twee en een half jaar, maar was dat seizoen niet meer speelgerechtigd. Ook in het daaropvolgende seizoen werd hij niet opgesteld. Na slechts enkele vriendschappelijke wedstrijden te hebben gespeeld, vertrok hij begin 1967 naar de Verenigde Staten. Daar beëindigde hij na een seizoen bij Philadelphia Spartans zijn carrière.

## Interlandloopbaan
Vidal maakte zijn debuut voor het Spaanse elftal op 14 juli 1960 in een vriendschappelijke wedstrijd tegen Chili. In totaal speelde Vidal vier interlands.

## Erelijst
Met Granada:
- Segunda División (1): 1956/57

Met Real Madrid:
- Primera División (2): 1960/61, 1961/62
- Copa Generalísimo (1): 1961/62
- Europacup I (1): 1959/60
- Wereldbeker voor clubs (1): 1960